# Exyston humeralis
Exyston humeralis là một loài tò vò trong họ Ichneumonidae.